# جزیره دوون
جزیره دوون (به انگلیسی: Devon Island) از بزرگ‌ترین جزایر مجمع‌الجزایر قطبی کانادا در اقیانوس منجمد شمالی است که در غرب خلیج بافین، جنوب جزیره الزمیر و در قلمروی نوناووت کانادا واقع شده‌است. این جزیره دومین جزیرهٔ بزرگ از جزایر ملکه الیزابت، ششمین جزیرهٔ بزرگ کشور کانادا و ۲۷مین جزیرهٔ بزرگ جهان است و بزرگترین جزیره متروک دنیا (بدون ساکنین دائمی) است. بستر این جزیره از سنگ‌های پرکامبرین و گنیس به ویژه لای‌سنگ و شیل تشکیل شده‌است در مقام مقایسه، این جزیره تنها اندکی از کشور کرواسی کوچکتر است.
درازای جزیرهٔ دوون حدود ۵۱۵ کیلومتر (۳۲۰ مایل)، عرض آن حدود ۱۳۰ تا ۱۶۰ کیلومتر (۸۰ تا ۱۰۰ مایل) و مساحت آن ۵۵٬۲۴۷ کیلومتر مربع (۲۱٬۳۳۱ مایل مربع) می‌باشد. بلندترین نقطهٔ آن ۱٬۹۲۰ متر ارتفاع دارد. جزیره دوون در سال ۱۶۱۶ توسط ویلیام بافن کشف شد. هیچ انسانی به‌طور دائم در این جزیره زندگی نمی‌کند و تنها تعداد اندکی از پژوهشگران به‌طور فصلی در آن به تحقیق می‌پردازند. رابرت بایلوت و ویلیام بافین نخستین اروپایی‌هایی بودند که جزیره دوون را در سال ۱۶۱۶ مشاهده کردند. در سال‌های ۱۸۱۹ تا ۱۸۲۰ میلادی، ویلیام ادوارد پری سواحل جنوبی این جزیره را نقشه‌برداری و ترسیم کرد. این جزیره در ابتدا و توسط پری، تحت عنوان دوون شمالی نامیده شد و سرانجام به دوون تغییر نام یافت

## نگارخانه

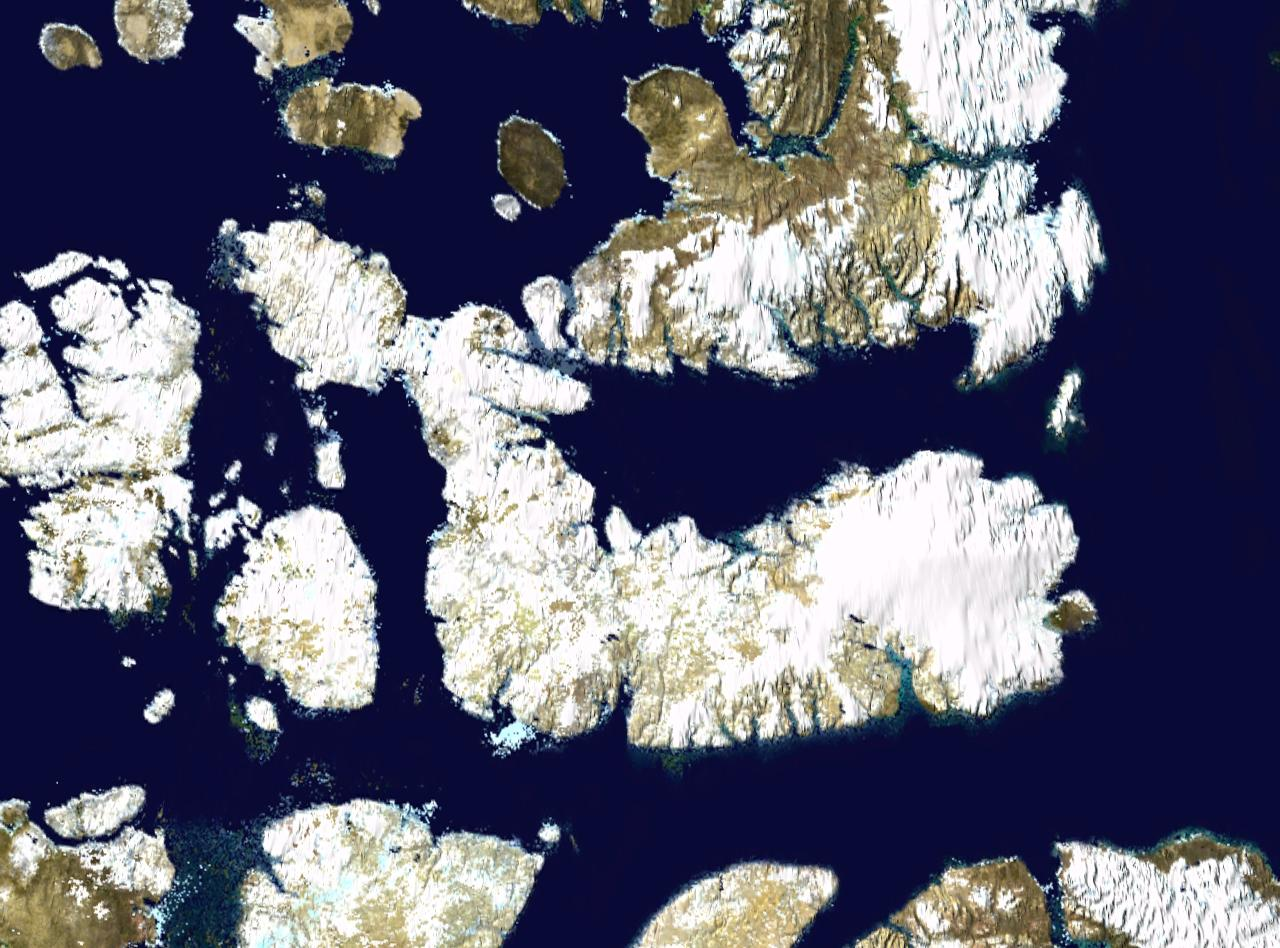
نگاره ماهواره‌ای از جزیره دوون
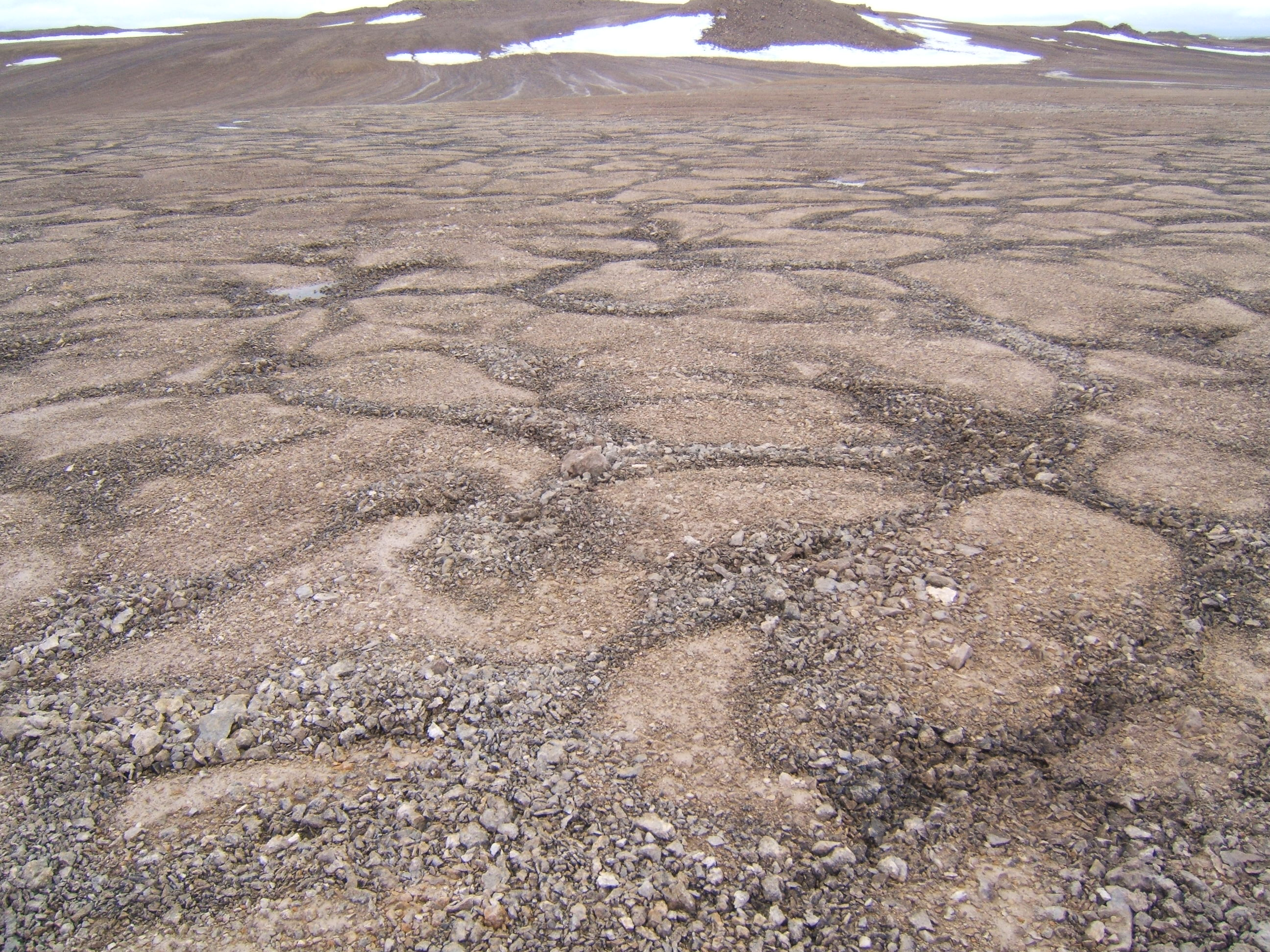
نگاره‌ای از سطح جزیره دوون